# 백과전서파

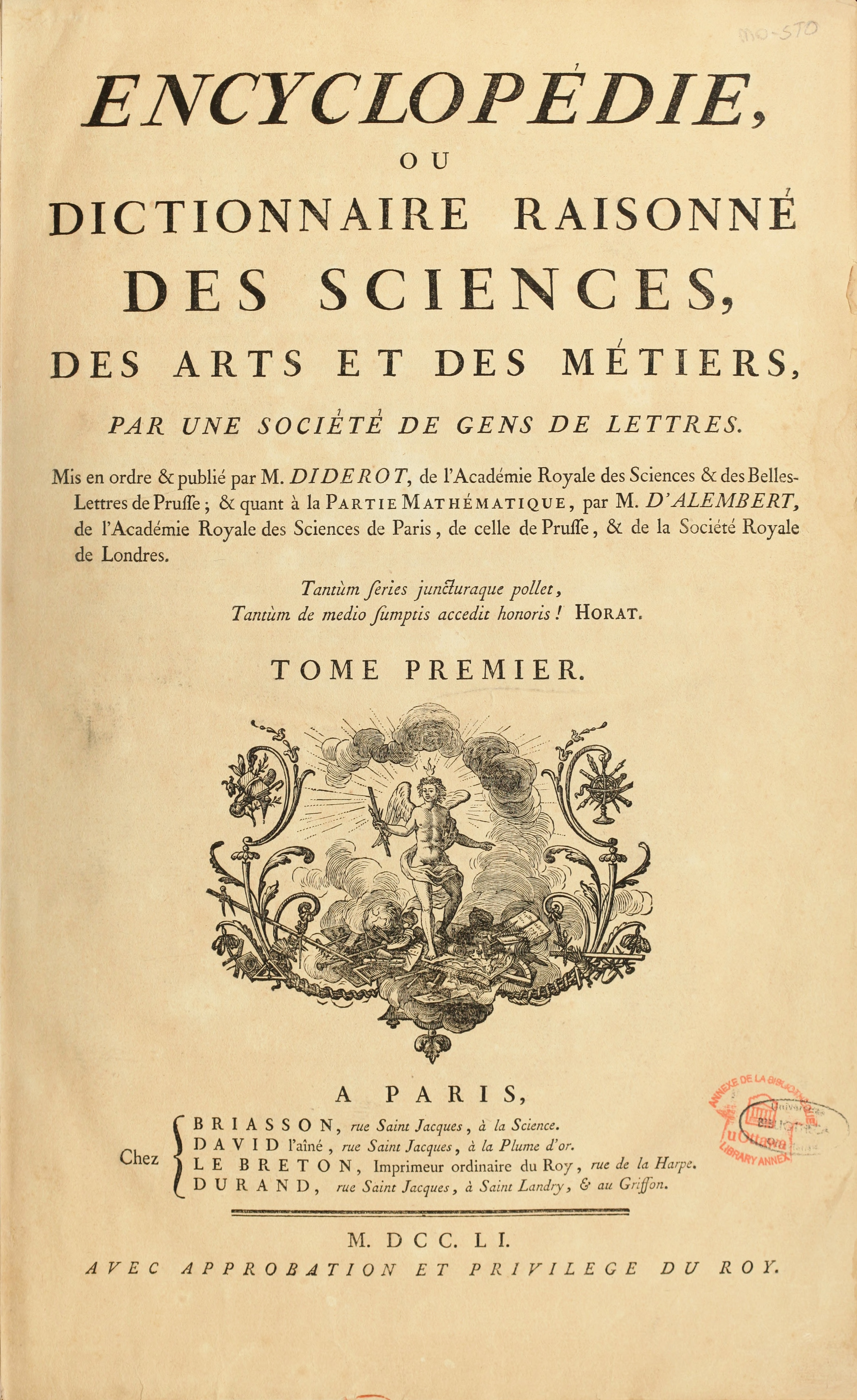

백과전서파는 백과전서를 지은 18세기 프랑스의 일련의 지식인 그룹을 말한다.
영어의 백과전서(Cyclopaedia)를 번역하고 개정(改訂)·증보하는 일을 맡은 디드로는 이것을 바탕으로 하여 프랑스인을 위해 전통적 제도와 편견(偏見)에 대한 투쟁의 무기로 새로운 백과전서를 계획했다.
많은 집필진(유명인으로서는 볼테르, 몽테스키외, 루소, 케네 등이 있다.)의 협력을 얻어 1751년 제1권을 출판하였으나 이성을 주장하고, 신학과 로마 가톨릭교회와 절대 왕정에 대한 비판이 강하였기 때문에 당국으로부터 탄압을 받아 1759년에 발행 금지를 당하였다. 그러나 디드로는 독력으로 잘 이겨내 1772년까지 본문(本文) 19권, 도표(圖表) 11권의 대사전을 완성하였다. 이 백과전서는 여러 사상가들이 집필하였기 때문에 전체로서의 사상적 통일은 결여되어 있으나 계몽사상의 발전, 특히 프랑스 혁명의 사상적 준비라는 점에서 큰 역할을 하였음은 부정할 수 없다.

## 참고 자료
- 이 문서에는 다음커뮤니케이션(현 카카오)에서 GFDL 또는 CC-SA 라이선스로 배포한 글로벌 세계대백과사전의 내용을 기초로 작성된 글이 포함되어 있습니다.